# Josef Kajnek
Josef Kajnek (ur. 18 kwietnia 1949 w Kutnej Horze) – biskup pomocniczy diecezji kralowohradeckiej w latach 1992–2023.
Ukończył studia na wydziale teologicznym w Litomierzycach. 26 czerwca 1976 w Pradze przyjął święcenia kapłańskie. Następnie był wikarym Českiej Třebovej, administratorem parafii w Písečnej i w Uściu nad Orlicą. W 1984 odebrano mu zezwolenie na pełnienie funkcji kapłańskich (státní souhlas). Pracował w Lasach Państwowych i w firmie Metrostav. Później wrócił do pracy duszpasterskiej jako administrator Chomuticach koło Hořic, Lázníach Bělohrad i w Pardubicach.
W 1990 biskup Karel Otčenášek powołał go na generalnego wikariusza diecezji kralowohradeckiej. Funkcję tę pełnił do 1998. 4 listopada 1992 został mianowany biskupem tytularnym Aquae w Dacji i biskupem pomocniczym kralowohradeckim. 12 grudnia 1992 przyjął święcenia biskupie.
W latach 1998–2001 na własną prośbę wrócił do pracy duszpasterskiej w Jablonném nad Orlicí i okolicach. W 2001 został administratorem w Pardubicach. Od 1998 jest biskupim wikariuszem do spraw powołań kapłańskich. Konferencja Biskupów Czech powierzyła mu nadzór nad kapelanami więziennymi. Po odnowieniu kapituły przy katedrze św. Ducha w Hradcu Královym został 10 listopada 2004 jej prepozytem.
12 grudnia 2023 papież Franciszek przyjął jego rezygnację z pełnionego urzędu.